# Aedia limitaris
Aedia limitaris là một loài bướm đêm trong họ Erebidae.